# 小行星15466
小行星15466（15466 Barlow）是一颗绕太阳运转的小行星，为主小行星带小行星。该小行星于1999年1月14日发现。以任教於美國北亞利桑那大學的行星科學家娜汀·巴羅（Nadine G. Barlow）命名。

## 轨道参数
小行星15466的轨道半长轴为2.5494949 UA，离心率为0.144。

## 外部連結
- JPL Small-Body Database Browser on 15466 Barlow （页面存档备份，存于）